# Charles H. Dietrich
Charles H. Dietrich (Aurora, 1853. november 26. – Hastings, 1924. április 10.) az Amerikai Egyesült Államok szenátora (Nebraska, 1901–1905).